# Браћа Фогл
Браћа Фогл — Јосип, Павле, Силвестер, Јанко и Вилика — били су синови Јохана и Еве Фогл и припадници немачке националне мањине и антифашисти који су током Народноослободилачког рата учествовали у Народноослободилачком покрету. Најпознатији су били Силвестер и Јанко, коју су били предратни револуционари и чланови КП Југославије.
Породица Фогл води порекло из Аустрије и доселила се у Бачку у околину Титела. Традиционално су се бавили лађарством, па је и Јохан, отац браће Фогл био лађар. Он је био ожењен Евом, која је била родом из Старог Сланкамена. Становали су на теретном шлепу и пловили Дунавом, изродивши осморо деце, синове — Јосипа, Павла, Силвестера, Јанка и Вилику и ћерке — Марију, Софију и Еву. Након што је Јохан умро 1934, породица се настанила у Земуну. Најстарији син Јосип наставио је очев занат, а остали синови су почели да уче разне занате.
За време Другог светског рата, браћа Фогл и ако Немци, били су антифашисти и активно су учествовали у Народноослободилачком покрету. Најстарији Јосип је у партизане отишао 1944. године, а умро је 1945. по завршетку рата; Павле, који је био обућарски радник је био од стране окупатора интерниран на рад у Немачку, а по завршетку рата се настанио у Мађарској. Најмлађи брат Вилика је нестао 1936. године, када је као добровољац пошао у Шпанију, да се на страни Шпанске републиканске армије бори против фашизма.
У знак сећања на браћу Фогл, а пре свега на Силвестера и Јанка, једна улица у земунском насељу Нова Галеника носи назив Браће Фогл.

## Силвестер Фогл
Силвестер Фогл — Миљко је рођен 29. децембра 1910. године на Дунаву у близини Рушчука у Бугарској. После смрти оца, 1934. године настанио се у Земуну, где је учио столарски занат. За време учења заната пришао је револуционарном покрету, а 1936. године је постао члан тада илегалне Комунистичке партије Југославије (КПЈ). Исте године његов брат Јанко се запослио на аеродрому у Бежанији, и они су се преселили у Ново насеље, које се налазило у близини тадашњег аеродрома.
Силвестер је био веома активан у партијском раду, поред рада међу радницима и омладином Земуна, радио је политички међу омладином и сељацима у Бежанији, као и међу радницима који су сатновали у Новом насељу. Када је 1940. године Рејонски комитет КПЈ у Земуну формирао партијску ћелију у фабрици „Ласигоњ“ (данашњи „Соко Штарк“), Сливестер је именован за њеног секретара. Исте године је изабран и за члана новоформираног Месног комитета КПЈ за Земун, а 1941. за члана Среског комитета КПЈ за Земун. Такође је био активан у УРС-овим синдикатима и Радничком културном друштву „Слога“.
Заједно са братом Јанком, који је такође био партијски активан, као и Лазаром Мамузићем радио је на јачању и учвршћивању партијских ћелија. Он и брат посебно су утицали на припаднике немачке националне мањине, којих је тада било доста у Земуну, да одбаце фашизам указујући им на освајачку фашистичку политику Адолфа Хитлера. Браћа Фогл су заједно са Антоном Клеменчићем Тоником, били организатори радничког покрета у Новом насељу у близини аеродрома.
После окупације Југославије, 1941. године, браћа Фогл су се укључила у Народноослободилачки покрет. Силвестер је у августу био ухапшен са Милошем Мамићем, Андријом Хабушем и другима. После хапшења, Силвестер је био најпре затворен у згради полиције, на пијаци, а после је пребачен у касарну, у земунском парку. Пошто је, заједно са осталим затвореницима, свакодневно био вођен у зграду полицију одакле су преносили инвентар у касарну, одлучио се на бег. После бега, заједно са Андријом Хабушем, скривао се у кући Николе Плавшића Чаме у Борчанској улици број 4. у Земуну. Уз помоћ Јанка Лисјака, пребацио се у Београд, где је привремено илегално становао код сестре Еве и зета Јанка Мрђе, у улици Џорџа Вашингтона број 5. Код њих је остао око месец дана, а онда је новембра 1941. године заједно са још партијских радника, који су били познати полицији, одлуком ПК КПЈ за Србију и МК КПЈ за Београд био упућен у унутрашњост Србије. Тада је добио лажну легитимацију на име Емила Хорвата и са њом напустио Београд.
Крајем 1941. године стигао је у Топлички партизански одред, где је постао помоћник политичког комесара Видовачке чете. У априлу 1942. године четници, недићевци и Бугари су организовали велику офанзиву на слободну територију, која се налазила на десној старни реке Топлице. У зору 12. априла, у близини Куршумлије дошло је до окршаја Пасјачке и Видовачке партизанске чете са четнцима. У овој неравноправној борби, међу погинулима су били - Иван Франко Ђура, политички комесар Одреда; Гавра Чех, политички комесар Видовачке чете и Силвестер Фогл. У овој борби био је рањен и заробљен народни херој Сретен Младеновић Мика, који је касније убијен.